# Gammaropsis (Segamphopus) blaisus
Gammaropsis (Segamphopus) blaisus is een vlokreeftensoort uit de familie van de Photidae. De wetenschappelijke naam van de soort is voor het eerst geldig gepubliceerd in 1932 door K.H. Barnard.